# Бібліотека Падуанського університету
Бібліотека Падуанського університету (Biblioteca universitaria di Padova) — головна університетська бібліотека в місті Падуя. Найстаріша уіверситетська бібліотека Італії. Була заснована 1629 року. Фонд бібліотеки становить більше 700 000 томів, з яких 2700 давніх рукописів, 1500 інкунабул, більше 10 000 стародруків XVI століття. Бібліотека має велику колекцію періодичних видань епохи Старого порядку.

## Історія
Бібліотека була створена завдяки зусилям італійського гуманіста Феліче Озіо, який і став її першим бібліотекарем. 5 липня 1629 року сенат Венето підтримав пропозиції з реформу Падуанського університету та створення університетської бібліотеки. Фонд бібліотеки у XVII—XVIII століттях формувався переважно завдяки пожертвам та приватним книгозбірням професорів Паддуанського університету, які заповідали їх університетській бібліотеці. У фонд бібліотеки увійшли приватні бібліотеки таких науковців, як правник Бартоломео Сельватіко, математик Бартоломео Соверо, медики Помпео Каїмо та Джакомо Дзабарелла, правник Джанбатіста Раїніс, ботанік Феліче Віалі. З 1773 року головним бібліотекарем на кілька десятиліть став професор математики Сімоне Стратіґо, який провів значну модернізацію бібліотеки й значно збагатив її фонд. Зокрема в цей час було придбано приватну бібліотеку на 5000 томів засновника патологічної медицини Джовані Баттісти Морганьї. Протягом 1773—1776 років бібліотекарем Ангело Антоніо Фаббро було створено новий алфавітний каталог, а фонди бібліотеки зросли з 13 000 до 40 000 томів. В кінці XVIII століття бібліотека поповнилася приватною книгозбірнею італійського натураліста Антоніо Валліснері та бібліотекою падуанського монастиря Сан-Джованні-де-Вердара. Після падіння Венеційської республіки 1797 року бібліотека була закрита й відкрилася знову 1805 року. Після закриття численних монастирів в епоху Наполеона бібліотека поповнилася колекціями стародруків та давніх рукописів з 40 колишніх монастирів Венето. Особливо велике збільшення фонду відбулося 1867 року, коли бібліотека одержала більше 13 000 томів стародруків. Серед придбань XIX та XX століття варто згадати колекцію Морпурґо (1300 томів з історії семітських народів), бібліотеку натураліста Томазо Катулло, фонд Ардіґо (рукописи філософа-позитивіста Роберто Ардіґо та 2200 томів, які належали йому та його учневі Джованні Марк'єзіні). Колекція Ардіґо була придбана бібліотекою 1984 року.